# میلنکووتسه
میلنکووتسه (به لاتین: Milenkowce) یک روستا در لهستان است که در گمینا کوژنگتسا واقع شده‌است.